# MAKING THE STAR : DSP BOYZ
《MAKING THE STAR : DSP BOYZ》 是2012年4月24日起於MBC有線頻道MBC MUSIC播出的明星出道全紀錄實境秀，內容講述由DSP Media繼《SS501》後睽違四年再次打造的7人男子組合《A-JAX》出道前至出道後的生活點滴並且於4月2日起在官方YOUTUBE頻道陸續公佈節目預告短片。播出時間為每周二晚間20:30。

## 概要
- 節目以打擊犯罪、拯救弱幼的蒙面英雄為整體概念進行錄製。
- 部分內容因整體概念設計包含了演出的成分。
- 每集播出內容均會穿插成員個別的真實採訪，包含出道過程、興趣喜好等內容。

## 播出目錄
| 集數 | 播出日程         | 標題               | 備註               |
| 1    | 2012年 04月 24日 | 序幕               | 成員介紹           |
| 2    | 2012年 05月 01日 | 發涼的江水中       | 成員個別的內心     |
| 3    | 2012年 05月 08日 | 離真實越來越近     |                    |
| 4    | 2012年 05月 15日 | 成為少年英雄       |                    |
| 5    | 2012年 05月 22日 | 摘下蒙面           | 為粉絲們製作的料理 |
| 6    | 2012年 05月 29日 | 英雄 真實還有開始Ⅰ |                    |
| 7    | 2012年 06月 05日 | 英雄 真實還有開始Ⅱ | 恐怖特輯           |
| 8    | 2012年 06月 12日 | Hero is back!A-JAX | 最終回             |

## 外部連結
- MAKING THE STAR MAKING THE STAR : DSP BOYZ的Facebook專頁
- MAKING THE STAR MAKING THE STAR : DSP BOYZ的X（前Twitter）
- YouTube上的